# Xeol
El Xeol (en hebreu: שְׁאוֹל Šəʾōl), segons l'Antic Testament, és un lloc de foscor al qual van els morts. El Xeol també és anomenat Hades en grec.

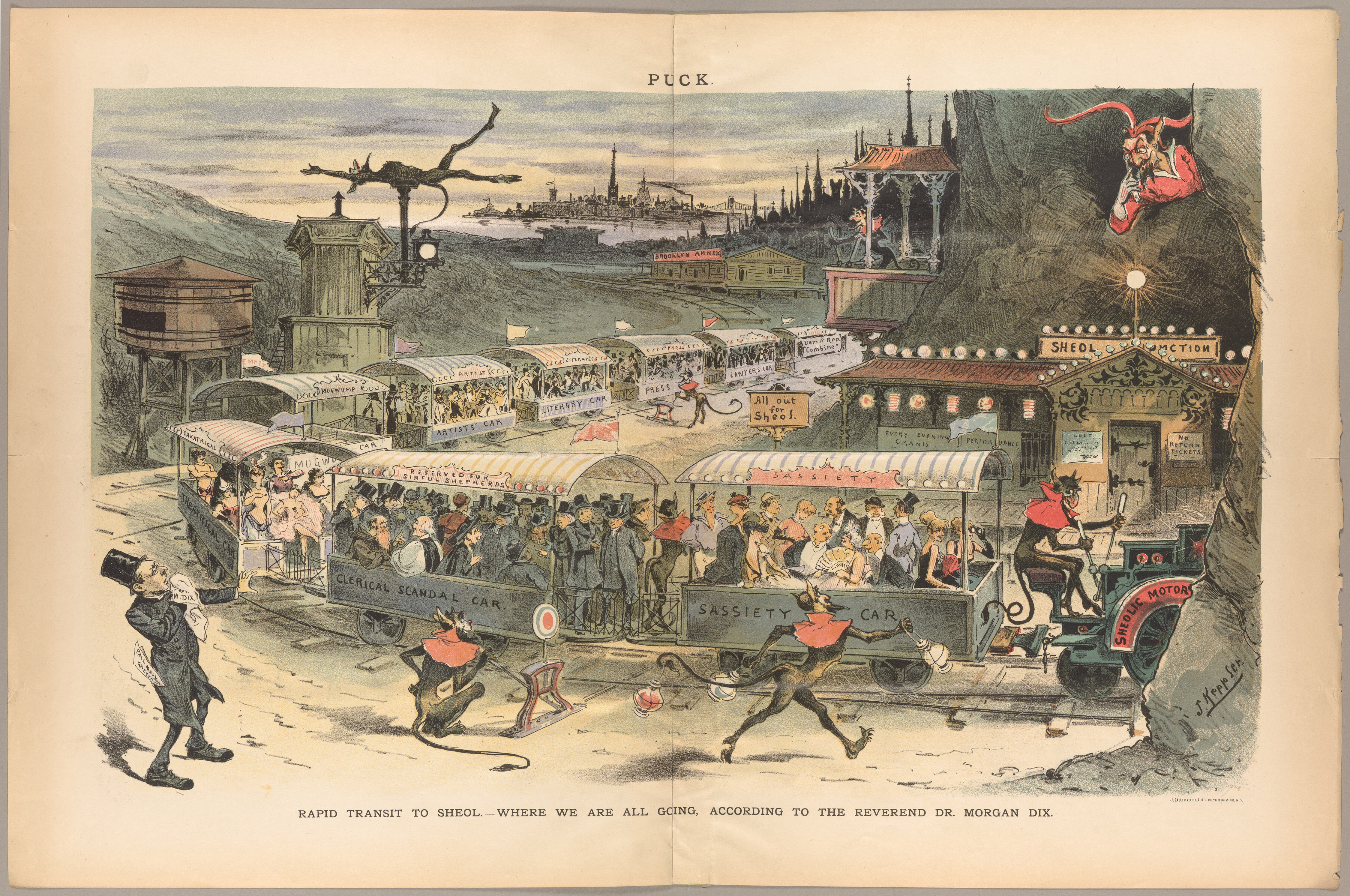
Trànsit ràpid a Xeol – On, segons el reverend Morgan Dix, anem tots, de Joseph Keppler, 1888.

## Etimologia
Encara que s'han proposat moltes teories per a explicar l'origen de la paraula hebrea Šəʾōl, pel que sembla es deriva del verb hebreu Ša-'ál, que significa «demanar, sol·licitar». Segons Samuel Pike, el Xeol és un recinte comú o regió dels morts; deriva el seu nom de la insaciabilitat de la sepultura, com si sempre estigués demanant o reclamant més. Això, pel que sembla, dona la idea que el Xeol és un lloc que reclama a tots sense fer distinció, ja que acull en el seu interior als morts de la humanitat. (Gènesi 37:35), nota; (Proverbis 30:15-16)
No existeix cap paraula en espanyol que transmeti amb exactitud el mateix sentit que el terme hebreu Xeol. L'Enciclopèdia Collier (1986, vol. 12, pàg. 28) comenta sobre l'ús de la paraula «infern» en la traducció bíblica: «Com que el Xeol dels temps veterotestamentaris es referia simplement a l'estatge dels morts sense indicar distincions morals, la paraula infern, segons s'entén avui dia, no és una traducció idònia».

## Característiques generals
L'Encyclopædia Britannica (edició 1971, vol. 11, pàg. 276) comenta respecte a Xeol: «El Xeol estava situat en alguna part sota la terra. […] La condició dels morts no era ni de dolor ni de plaer. Tampoc s'associava amb el Xeol la recompensa per als justos ni el càstig per als inics. El mateix bons que dolents, tirans que sants, reis que orfes, israelites que gentils, tots dormien junts sense consciència els uns dels altres».
D'acord amb el pensament religiós jueu de l'ànima eterna (Dn 12:2 12:2), el registre bíblic mostra que Xeol es refereix a la sepultura comuna de la humanitat com un lloc d'inconsciència.
Els que són allí ni lloen ni esmenten a Déu. (Psalms 6:4-5); (Isa 38:17-19). No obstant això, no es pot dir que simplement representa un estat de separació de Déu; segons les Escriptures, ja que segons algunes sectes, tal ensenyament seria insostenible, perquè segons ells, mostren que el Xeol està enfront d'Ell i que Déu és allí. (Proverbis 15.11); (Psalms 139:7-8); (Am 9:1-2) Per aquesta raó, quan Job anhelava que se li alliberés del seu sofriment, per a poder anar al Xeol, i va demanar a més que més tard Jahvè ho recordés i ho cridés d'allí. (Job 14.12-15).
No obstant això, quan els traductors de la Septuaginta van voler abocar el concepte de la paraula Xeol es van topar amb un gran problema, com explicar que aquest vocable hebreu expressava la vida del nefeix (o psique, ànima) més enllà d'una simple tomba universal de cadàvers. Així que, un dels savis traductors va demanar a uns savis grecs, que quina era la paraula grega que usaven per a explicar la vida després de la tomba; i ells li van dir que usaven el terme Hades per a explicar que el psique anava a les parts més profundes de la terra a complir la seva condemna per rebel. Els erudits jueus van veure en aquest terme (encara que amb diferències religioses molt notòries) un equivalent conceptual, ja que no era la intenció traduir paraules per paraules, sinó conceptes per conceptes.
En el dia de la Pentecosta de 33, l'apòstol Simó Pere va citar del (Psalms 16.10) i el va aplicar a Crist. Quan Lluc va citar les paraules de Pere, va utilitzar la paraula grega hái•dēs, mostrant amb això que el Xeol i l'Hades es referia a la mateixa cosa, l'estatge de les ànimes (la qual se subdividia en Si d'Abraham, per als justos i Gehenna, per als impius). (Fets 2:29-32.25-27) (Fets 2.29-32). Durant el regnat de mil anys de Jesucrist, el Xeol, o Hades, serà buidat i destruït, ja que es ressuscitarà a tots els que es trobin en ell. (Apocalipsi 20.13-14)
El She'ol (Hades) és actualment, un lloc en les parts subterrànies del planeta (Mateu 12.40) [lat. infernus, sota] en el qual hi ha un lloc físic de turment etern on esperen les ànimes dels impius fins al dia del Judici: el Gehenna (cf. Mateu 5.30, Lluc 16: 19-31, Marc 9.43-47). Aquest lloc es localitza en el cor de la Terra (nucli). S'ha utilitzat en algunes versions bíbliques, el terme infern com un sinònim, ja que al·ludeix a la ubicació en les parts subterrànies de la Terra.